# Mel Giedroyc
Melanie Clare Sophie Giedroyc, detta Mel (Londra, 5 giugno 1968), è un'attrice, conduttrice televisiva e conduttrice radiofonica britannica.

## Biografia
È nota soprattutto come presentatrice delle prime sette stagioni di The Great British Bake Off per la BBC, ma anche per essere stata la portavoce della Gran Bretagna all'Eurovision Song Contest nel 2018. Laureatasi al Trinity College dell'Università di Cambridge, Giedroyc ha lavorato come attrice sia in campo teatrale (ad esempio nel musical Company, in scena a Londra nel 2018 e 2019) e televisivo (Horrible Histories, Rhoda).
È sposata con il regista Ben Morris.